# Henry Gambetta
Henry Percy Gambetta Ávalos (nacido el 23 de febrero de 1974) es un árbitro de fútbol peruano que ha sido árbitro internacional de la FIFA desde 2010.
Debutó en Puerto La Cruz, Venezuela en un encuentro amistoso entre Venezuela y Costa Rica, el 9 de febrero de 2011.